# Eli Iserbyt
Eli Iserbyt (Bavikhove, Harelbeke, 22 d'octubre de 1997) és un ciclista belga, professional des del 2016. Actualment corre a l'equip Marlux-Napoleon Games. S'ha especialitzat en el ciclocròs on ha guanyat el Campionat del món sub-23 en dues ocasions.

## Palmarès en ciclocròs
- 2014-2015
  -  Campió d'Europa en ciclocròs júnior
  - 1r a la Copa del món de ciclocròs júnior
  - 1r al Superprestige júnior
- 2015-2016
  -  Campió del món en ciclocròs sub-23
  - 1r a la Copa del món de ciclocròs sub-23
  - 1r al Superprestige sub-23
- 2016-2017
  - 1r al Trofeu DVV Verzekeringen
- 2017-2018
  -  Campió del món en ciclocròs sub-23
  -  Campió d'Europa sub-23 en ciclocròs
- 2020-2021
  -  Campió d'Europa en ciclocròs